# SpaceX CRS-26
Chronologie
SpaceX CRS-25 SpaceX CRS-27
La mission SpaceX CRS-26 est la 26e mission du Commercial Resupply Services, de SpaceX, vers la Station spatiale internationale, lancée le 26 novembre 2022 à 19h20 UTC (Temps universel coordonné) depuis le pas de tir 39A,. Cette mission, dirigée par SpaceX et la NASA, est la sixième du cargo Crew Dragon, et la première du cargo C211.

Cette mission s'est terminée le 11 janvier 2023 à 00h19 UTC lors de l'amerrissage de la capsule.

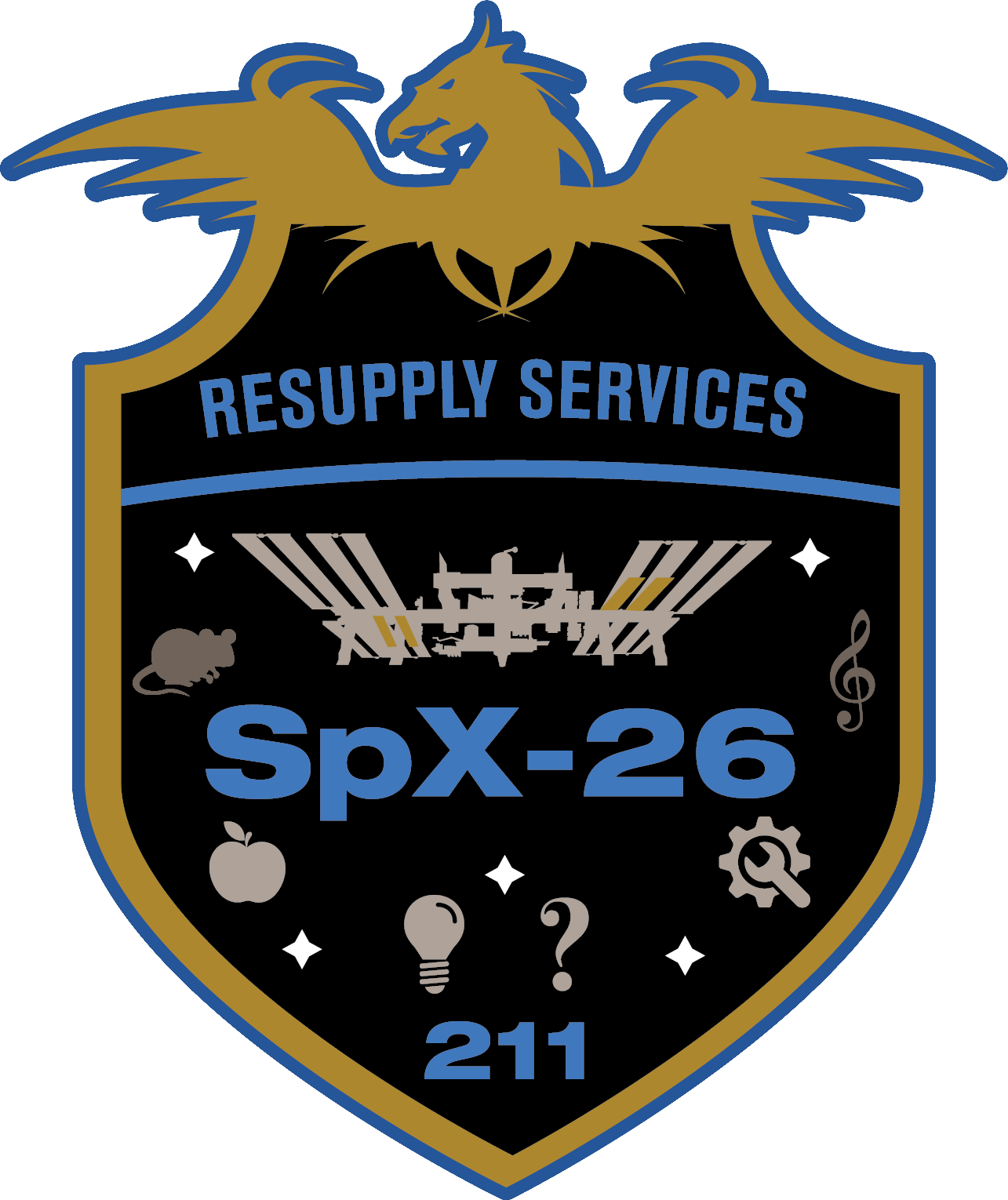
Patch de la mission.

## Fret
Le cargo emporte avec lui un total de 3 528 kg de fret pressurisé, dont :
- 1 062 kg de fourniture pour l'équipage,
- 937 kg d'équipements scientifiques,
- 25 kg d'équipements pour les sorties extra-véhiculaires,
- 296 kg de pièces détachées,
- 12 kg de pièces pour ordinateurs.

Le cargo transporte également 1 196 kg de fret non-pressurisé dans sa soute, dont une paire de panneaux solaires de type iROSA.

### Expériences
Parmi ses équipements scientifiques, la mission emporte avec elle plusieurs expériences, dont, :
- « Moon Microscope » : ayant pour but le développement d'un semble d'outils permettant le diagnostic de maladies dans un contexte de mission lunaire de longue durée[8] ;
- « Extrusion » : étant un ensemble de résines et ayant pour but de tester la construction en microgravité[9] ;
- « Veg-05 » : dans la continuité de l'expérience Veggie, ce sera cette fois-ci le comportement des plants de tomates cerises qui sera testé[10],[11] ;
- « BioNutrients-2 » : ayant pour objectif la production de nutriments à partir de yaourt et de kéfir[12].

## CubeSats
Le cargo emmène également 11 CubeSats, dont 4 de la mission ELaNa 49 :
| Nom              | Pays       | Organisation                                                 | Description |
| ---------------- | ---------- | ------------------------------------------------------------ | --- |
| MARIO            | États-Unis | Université du Michigan                                       | Caractériser la dégradation de matériaux dans certaines conditions.                                                                                 |
| petitSat         | États-Unis | Centre de vol spatial Goddard                                | Étudier la densité de la ionosphère. |
| SPORT            | États-Unis | Centre de vol spatial Marshall                               | Étudier la formation et l'évolution des bulles de plasma équatoriales.                                                                              |
| TJREVERB         | États-Unis | Thomas Jefferson High School for Science and Technology (en) | Aider les étudiants à apprendre les connaissances en matière de construction de satellites.                                                         |
| DANTESat         | Italie     | Spacemind                                                    | Démonstrateur technologique visant à trouver une solution pour atténuer le problème des débris spatiaux après la rentrée atmosphérique.             |
| NUTSat           | Canada     | Université Nationale de Formosa                              | Valider le design du satellite ; permettre aux amateurs radio de pouvoir interagir avec le satellite ; opérer la charge utile avec un retour image. |
| LORIS            | Canada     | Université Dalhousie                                         | Valider le design du satellite ; permettre aux amateurs radio de pouvoir interagir avec le satellite ; opérer la charge utile avec un retour image. |
| ORCASat          | Canada     | Université de Victoria                                       | Former les étudiants et leur montrer comment créer un satellite.                                                                                    |
| HSKSAT           | Japon      | Haradaseiki Co.                                              | Satellite de démonstration technologique pour de la transmission de données en haut débit.                                                          |
| Optimal 1        | Japon      | Université de Fukui                                          | Démonstration d'un mode de micro-propulsion et démonstration d'une caméra.                                                                          |
| SS 1             | Indonésie  | Université de Surya (en)                                     | Démonstrateur de communication à distance et d'un système de report de paquets.                                                                     |
| mission ELaNa 49 |            |                                                              | |